# Robert Görl

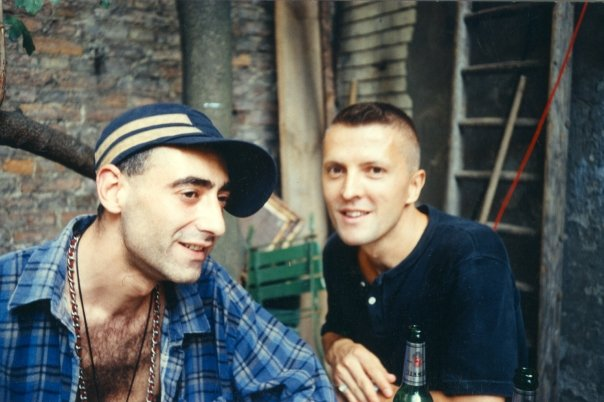
Delgado-López (links) und Görl (rechts)

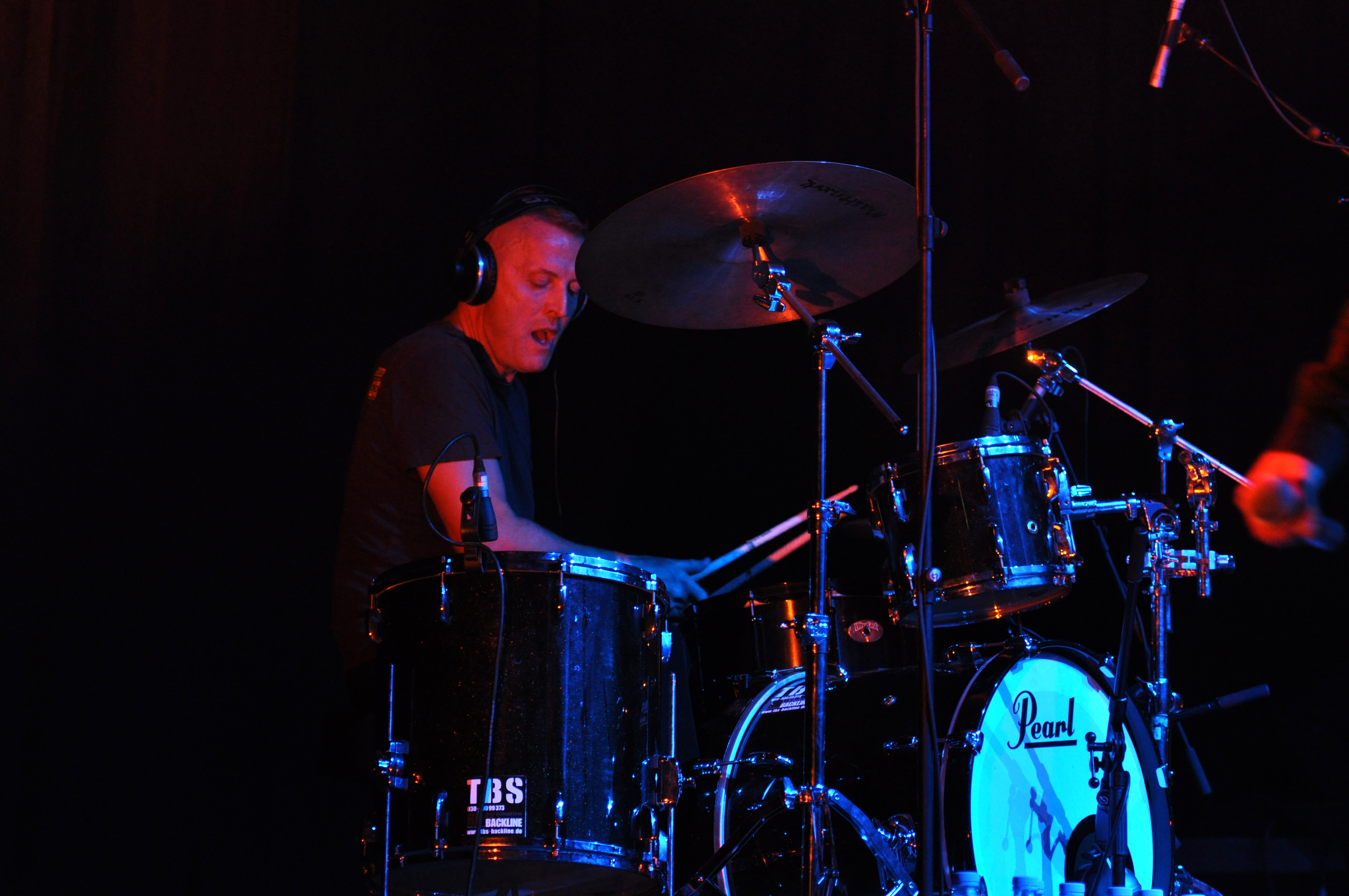
Robert Görl beim e-tropolis Festival 2013

Robert Görl (* 15. Juni 1955 in München) ist ein deutscher Musiker. Er gründete zusammen mit Gabi Delgado-López die Musikgruppe Deutsch Amerikanische Freundschaft (DAF). Zudem veröffentlichte Robert Görl mehrere Soloalben, darunter Night Full of Tension, auf dem Annie Lennox an einigen Songs mitwirkte.

## Leben
Mit 18 Jahren erhielt Görl Schlagzeugunterricht durch den Jazzer Freddie Brocksieper. Im Jahr 1974 begann er eine klassische Musikausbildung am Leopold-Mozart-Konservatorium in Augsburg und ab 1976 an der Hochschule in Graz. Neben seinem Studium widmete er sich dem Jazz. Im Jahre 1978 unterbrach er sein Studium, ging nach London und wandte sich der Punk-Musik zu. Im gleichen Jahr traf er Gabriel „Gabi“ Delgado-López in Düsseldorf, mit dem er gemeinsam die Gruppe DAF gründete. Robert Görl wirkte bei DAF als Komponist und Musiker.
Insgesamt veröffentlichten DAF von 1979 bis 2003 sieben Studioalben.
Mit dem dritten DAF-Album Alles ist Gut (Virgin Records) stellte sich 1981 der internationale Erfolg ein. Zwei Europatourneen schlossen sich an. 1982 erhielt DAF den Deutschen Schallplattenpreis für dieses Album. 1983 trennte sich das Duo zum ersten Mal.
Robert Görl spielte 1981 Schlagzeug für das Eurythmics-Album In the Garden. Eurythmics-Sängerin Annie Lennox wirkte im Jahr 1984 im Gegenzug auf Görls erstem Soloalbum Night Full of Tension mit. Die beiden sangen im Duett den Song Darling Don’t Leave Me.
Bei einem Comeback 1986 veröffentlichten DAF ihr erstes englischsprachiges Album: 1st Step to Heaven.
Im Jahre 1989 erlitt Robert Görl einen schweren Autounfall. Danach wurde er Buddhist und reiste drei Jahre lang zu Studienzwecken durch Asien. Nach seiner Rückkehr veröffentlichte er in den 1990er Jahren auf Peter Wachas Münchner Techno-Label Disko B diverse Soloalben und Singles.
In den Jahren 2000 bis 2002 traf er sich mit Gabi Delgado-López, um ein Comeback von DAF vorzubereiten. Als Folge davon entstand Anfang 2003 das Album 15 Neue DAF Lieder. 2003 traten DAF zum ersten Mal live in Tokio, im Yokohama Stadion, auf. Im November 2005 trennte sich die Gruppe erneut.
2008 kam es zu einem erneuten Comeback von DAF. Es folgte die Jubiläumstour „30 Jahre DAF (Der 30-jährige Krieg)“. Im September 2010 veröffentlichte das Duo die Single Du bist DAF, die nur als limitiertes Merchandising-Produkt erhältlich ist.
Während der Planungen für ein neues DAF-Album starb Gabi Delgado-López 2020 im Alter von 61 Jahren. Robert Görl veröffentlichte 2021 das Album unter dem Titel Nur Noch Einer mit Hilfe der Produzentin Sylvie Marks und unter Nutzung unveröffentlichter DAF-Tonsequenzen aus den 1980er Jahren.
Im Oktober 2023 erschien sein von Hanna Rollmann verfasster autobiografischer Roman Das Versteck der Stimme, in dem die Ebenen von Fantasie und Wirklichkeit verschwimmen. Das Buch erschien auch auf Englisch (The Voice That Dwells Within).

## Diskografie (Auswahl)
Soloalben
- 1984: Night Full Of Tension (Mute Records)
- 1996: Watch The Great Copycat (Disko B)
- 1998: Sexdrops (Disko B)
- 1999: Final Metal Pralinées (Disko B)
- 2006: Live In Porto (featuring Client, Client Self-Release)
- 2007: Dark Tool Symphony (Gift)
- 2018: The Paris Tapes (Grönland Records)

mit DAF
- 1979: Produkt der Deutsch Amerikanischen Freundschaft
- 1980: Die Kleinen und die Bösen
- 1981: Alles ist Gut
- 1981: Gold und Liebe
- 1982: Für Immer
- 1986: First Step to Heaven
- 2003: 15 Neue DAF Lieder
- 2021: Nur Noch Einer